# Mitochondrion
Een mitochondrion

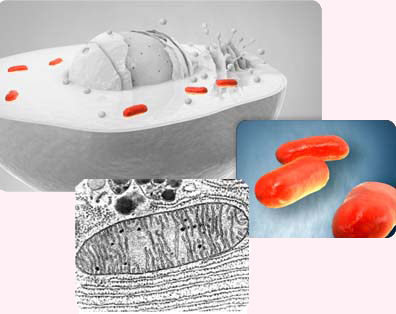
Mitochondrion

of mitochondrium (meervoud mitochondriën of mitochondria) is een door twee membranen omsloten celorganel in de eukaryote cel dat fungeert als energieomzetter middels het metabole proces van de celademhaling. Een mitochondrion heeft een diameter van ongeveer 1 micrometer. Cellen met een relatief grote energiebehoefte, bijvoorbeeld spiercellen, hebben een relatief groot aantal mitochondriën in hun cytoplasma. Andere benamingen voor mitochondriën zijn: chondriomieten, chondrioconten en bioblasten.
In de eerste fase van de celademhaling worden energierijke stoffen in de vorm van glucose, en andere kleine organische moleculen die hier verder buiten beschouwing blijven (vetten, aminozuren), afgebroken. Glucose wordt eerst, via glycolyse, gesplitst in twee moleculen pyrodruivenzuur (pyruvaat). Deze ontledingsreactie vindt plaats in het cytoplasma, buiten de mitochondriën. In de mitochondrieën wordt uit pyrodruivenzuur het co-enzym acetyl-CoA geproduceerd. Vervolgens worden, middels oxidatie, energierijke elektronen onttrokken aan dit acetyl-CoA (de citroenzuurcyclus). De mitochondriën gebruiken deze energierijke elektronen om tijdens de oxidatieve fosforylering drie stoffen te produceren:adenosinetrifosfaat (ATP), nicotinamide-adenine-dinucleotide (NADH) en flavine-adenine-dinucleotide (FADH2). Met name ATP is een belangrijke energiebron voor veel verschillende soorten reacties in de cel.
De mitochondriën voeren ook hun eigen vetzuursynthese (mtFASII) uit, die essentieel is voor de mitochondriale biogenese en celademhaling.
Een mitochondrium bezit een dubbel fosfolipide-membraan. Dit bestaat uit:
- een buitenste membraan
- een binnenste membraan, met instulpingen, de cristae.

De ruimte binnen het binnenste membraan is gevuld met de matrix (vloeistof). Ook het aantal cristae staat in relatie met de intensiteit van de celademhaling.

Mitochondrion en zijn onderdelen
1 Binnenste membraan, 2 Buitenste membraan, 3 Crista, 4 Matrix

## Structuur
Een mitochondrium heeft een buiten- en een binnenmembraan die bestaan uit fosfolipiden en eiwitten vergelijkbaar met een celmembraan. De twee membranen hebben echter verschillende eigenschappen. Door de dubbele membraanorganisatie zijn er vijf verschillende compartimenten in het mitochondrium:
- De buitenste mitochondriale membraan.
- De intermembraanruimte (de ruimte tussen de buitenste en binnenste membranen).
- De binnenste mitochondriale membraan.
- De cristae-ruimte (gevormd door instulpingen van de binnenste membraan).
- De matrix (de ruimte binnen de binnenste membraan).

### Buitenste membraan
De buitenste mitochondriale membraan bevat een groot aantal membraaneiwitten, porines. Deze porines vormen kanalen die moleculen van 5000 dalton of minder vrij over de membraan laten diffunderen. Hierdoor kan onder andere het ATP uit het mitochondrium naar de rest van de cel.

### Intermembraanruimte
De intermembraanruimte is de ruimte tussen de buitenste membraan en de binnenste membraan. Doordat de buitenste membraan vrij permeabel is voor kleine moleculen is de concentratie van kleine moleculen, zoals ionen en suikers in de intermembraanruimte, gelijk aan die in het cytosol.

### Binnenste membraan
De binnenste mitochondriale membraan bevat eiwitten met vijf soorten functies:
1. eiwitten, die de redoxreacties van de oxidatieve fosforylering uitvoeren
2. ATP-synthase, dat de ATP-productie bevordert
3. specifieke transporteiwitten om onder andere ADP en ATP in en uit de matrix te vervoeren
4. eiwit-transportmachinerie
5. mitochondriale fusie en deling van eiwit

De belangrijkste functie van de binnenmembraan is zorgen voor het verlopen van de elektronentransportketen van de oxidatieve fosforylering en het daarmee gepaarde protonenpotentiaalverschil. Deze protonendrijvende kracht zorgt hier dan voor de productie van ATP. De binnenmembraan bevat meer dan 151 verschillende polypeptiden en heeft een zeer hoge eiwit-fosfolipideverhouding (meer dan 3:1 in gewicht, dus ongeveer 1 eiwit voor 15 fosfolipiden). Daarnaast is de binnenste membraan rijk aan cardiolipine, een ongewoon fosfolipide. Dit fosfolipide werd in 1942 ontdekt in koeienharten, en is meestal het kenmerk van mitochondriale en bacteriële plasmamembranen. Cardiolipine bevat vier vetzuren in plaats van twee en kan helpen om de binnenste membraan ondoordringbaar te maken. In tegenstelling tot de buitenste membraan, is de binnenmembraan zeer ondoordringbaar voor alle moleculen. Hierdoor is het mogelijk om een zeer sterke membraanpotentiaal over de binnenste membraan te vormen door de werking van de enzymen van de elektronentransportketen.

### Cristae
De binnenste mitochondriale membraan is verdeeld in talrijke plooien of invaginaties, de cristae. Deze vergroten de oppervlakte van de binnenste mitochondriale membraan en daarmee het vermogen om ATP te produceren. Voor typische levermitochondriën is het gebied van de binnenste membraan ongeveer vijf keer zo groot als de buitenste membraan. Deze verhouding is variabel en de mitochondriën van de cellen die een grotere vraag naar ATP hebben, zoals spiercellen, bevatten nog meer cristae.

### Matrix
De matrix is de ruimte omsloten door de binnenste membraan. Ze bevat ongeveer twee derde van de totale hoeveelheid eiwit in een mitochondrion. De matrix is belangrijk voor de productie van ATP. De ATP wordt geproduceerd met behulp van ATP-synthese in de binnenste membraan. De matrix bevat een zeer geconcentreerd mengsel van honderden enzymen, speciale mitochondriale ribosomen, tRNA's, en een aantal kopieën van het mitochondriaal genoom. Van de enzymen zijn de belangrijkste functies de oxidatie van pyruvaat en vetzuren, en de citroenzuurcyclus. Mitochondriale vetzuursynthese (mtFASII) vindt ook plaats in de matrix.

#### Organisatie en distributie
Mitochondriën zijn te vinden in bijna alle eukaryoten. Ze variëren in aantal en locatie afhankelijk van het celtype. In levercellen zijn ze verspreid door de cel en zeer talrijk terwijl ze bij zaadcellen (spermacellen) alleen aan de basis van het zweepstaartje (flagel) te vinden zijn. Uit 3D-microscopie is gebleken dat het traditionele beeld van mitochondriën als worstvormige organellen weleens onjuist kan zijn. Er zijn daarmee ook netwerkachtige mitochondriën gevonden.
De MitoBrainMap brengt de mitochondriën van de hersenen in kaart. Mitochondriën verschillen in type en dichtheid in verschillende delen van de hersenen.

## Functie
De belangrijkste functies van mitochondriën zijn ATP-productie door middel van ademhaling, en het reguleren van de cellulaire stofwisseling. Naast de chemische reacties voor ATP-productie, de citroenzuurcyclus en de oxidatieve fosforylering zijn er nog vele andere functies.

### Energieomzetting
Dat de productie van ATP toch de belangrijkste rol is van mitochondriën blijkt uit het grote aantal eiwitten in de binnenste membraan en de matrix betrokken bij deze taak. ATP-productie in het mitochondrium haalt zijn energie uit de oxidatie van onder andere pyruvaat en NADH. Pyruvaat wordt met name in het cytoplasma gevormd door gedeeltelijke afbraak van glucose waarbij een beetje energie vrij komt, een proces dat bekendstaat als glycolyse. Voor de glycolyse is geen zuurstof nodig, het is anaerobe dissimilatie. Als er wel zuurstof aanwezig is kan het mitochondrium door aerobe dissimilatie het pyruvaat volledig afbreken tot water en koolstofdioxide. De productie van ATP uit glucose heeft een ongeveer 13 maal hoger rendement dan bij anaerobe dissimilatie.

### Pyruvaat en de citroenzuurcyclus
Elk pyruvaatmolecuul geproduceerd door glycolyse wordt actief getransporteerd over de binnenmembraan van de mitochondrion. In de matrix wordt het dan vervolgens afgebroken en in combinatie met co-enzym A wordt koolstofdioxide, acetyl-CoA en NADH gevormd.
Het acetyl-CoA is het primaire substraat wat de citroenzuurcyclus in gevoerd wordt. De enzymen van de citroenzuurcyclus zijn gelegen in het mitochondriale matrix, met uitzondering van succinaat-dehydrogenase, dat aan de binnenmembraan gebonden is. De citroenzuurcyclus oxideert het acetyl-CoA tot koolstofdioxide en produceert drie moleculen NADH en een molecuul van FADH2 die een bron van elektronen voor de elektronentransportketen en een molecuul van GTP (dat gemakkelijk wordt omgezet in een ATP).

### NADH en FADH2: de elektronentransportketen
De redoxenergie uit NADH en FADH2 wordt overgedragen aan zuurstof (O2) in verschillende stappen via de elektronentransportketen. Deze energierijke moleculen worden geproduceerd binnen de matrix via de citroenzuurcyclus, maar ook geproduceerd in het cytoplasma door glycolyse. Eiwitcomplexen in de binnenste membraan (NADH-dehydrogenase, cytochroom c-reductase, en cytochroom c-oxidase) gebruiken de in kleine stapjes vrijkomende energie om protonen over de membraan te pompen (H+). Dit proces is efficiënt, maar een klein percentage van de elektronen kan voortijdig zuurstof reduceren waardoor er zuurstofradicalen ontstaan, zoals superoxide. Dit kan leiden tot oxidatieve stress in de mitochondriën en kan bijdragen aan de daling van de mitochondriale functie en het wordt in verband gebracht met het verouderingsproces.
Als de protonconcentratie toeneemt in de intermembraanruimte, is er een sterk elektrochemische gradiënt opgebouwd over de binnenste membraan. De protonen kunnen dan terugkeren naar de matrix via het ATP-synthesecomplex. Hun potentiële energie wordt gebruikt om ATP te synthetiseren uit ADP en anorganisch fosfaat (Pi).

### Mitochondriale vetzuursynthese
Mitochondriale vetzuursynthese (mtFASII) is cruciaal voor celademhaling en mitochondriale biogenese. Er wordt ook gedacht dat het een rol speelt als mediator in intracellulaire signalering, aangezien de niveaus van bioactieve lipiden zoals lysofosfolipiden en sfingolipiden correleren met mtFASII.
Het bekendste eindproduct van mtFASII is octanoyl-ACP (C8), dat ook het startsubstraat is van de biosynthese van liponzuur. Als gevolg hiervan werkt mtFASII via de cofactor liponzuur in op belangrijke enzymcomplexen in het energiemetabolisme, zoals het pyruvatedehydrogenase complex (PDC), α-ketoglutaraat dehydrogenase complex (OGDC), branched-chain α-ketoacid dehydrogenase complex (BCKDC) en het glycine cleavage system (GCS).
Daarnaast spelen andere vetzuureindproducten van mtFASII een rol bij mitochondriale translatie, ijzer-zwavelcluster-biogenese en assemblage van oxidatieve-fosforylatiecomplexen.
Bovendien worden via mtFASII en geacyleerd ACP de mitochondriale niveaus van acetyl-CoA gereguleerd.

### Warmteproductie
Onder bepaalde voorwaarden kunnen protonen opnieuw terugvloeien naar de mitochondriale matrix zonder bij te dragen aan de ATP-synthese. Dit proces staat bekend als protonlekken of mitochondriële ontkoppeling en is te wijten aan de gefaciliteerde diffusie van protonen in de matrix. De energie die hierbij vrij komt wordt afgegeven als warmte. Het proces wordt gemedieerd door een protonkanaal, thermogenine. Thermogenine is een 33kDa-eiwit dat ontdekt werd in 1973. Thermogenine wordt voornamelijk gevonden in het bruin vetweefsel, of bruin vet, en is verantwoordelijk voor thermogenese zonder het te rillen. Het zou erg nadelig zijn als het veel in andere weefsels zou voorkomen omdat het de efficiëntie van de ATP-productie extreem verlaagt. Een gedeelte van de warmteproductie is zelfs te verklaren doordat de ATP-concentratie daalt waardoor de cel wordt aangezet om meer ATP te maken, maar dat werkt niet door de ontkoppeling. Hierdoor wordt in bruin vetweefsel dus veel warmte geproduceerd. Bruin vetweefsel vinden we bij de meeste zoogdieren. Het komt het meest voor in het begin van het leven en bij dieren in winterslaap. Bij de mens is bruin vetweefsel aanwezig bij de geboorte en daalt het met de leeftijd. Vlak na de geboorte heeft het de belangrijke functie om de temperatuurschok op te vangen bij de overgang van lichaamstemperatuur in de baarmoeder naar kamertemperatuur als omgevingstemperatuur van de baby.

### Overige functies
Mitochondriën spelen een belangrijke rol in veel andere metabole processen, zoals:
- apoptose: geprogrammeerde celdood
- calcium-signalering (inclusief calcium-geïnduceerde apoptose)
- calciumopslag
- regulatie van cellulaire proliferatie
- regulatie van het cellulaire metabolisme
- bepaalde heemsynthese reacties
- steroïden-synthese.

Sommige mitochondriale functies zijn alleen uitgevoerd in specifieke soorten cellen. Bijvoorbeeld, mitochondriën in levercellen bevatten enzymen die hen in staat stellen om ammoniak, een afvalproduct van de eiwitstofwisseling, te ontgiften. Een mutatie in de genen van een van deze functies kan resulteren in mitochondriale ziekten.
Wanneer mitochondriën beschadigd zijn, of wanneer het glucose- of zuurstofniveau in de cel daalt, daalt het cellulaire energieniveau. Na een energiedaling van 10 procent wordt het enzym AMPK geactiveerd. AMPK signaleert het eiwit FNIP1, dat vervolgens de poort opent om TFEB de kern van de cel binnen te laten om genen te instrueren om 1) lysosomen te maken om beschadigde mitochondriën te verwijderen, en 2) vervangende mitochondriën te maken. AMPK werkt in op twee gebieden van een mitochondriale receptor, de mitochondriale splijtingsfactor MFF, om het proces te starten. MFF roept een eiwit op, Drp1, dat zich bindt en rond het mitochondrion wikkelt als een gerolde strop om het te draaien en uit elkaar te halen. AMPK wordt geactiveerd door metformine, evenals door lichaamsbeweging en een beperkt dieet.

## Oorsprong
Volgens de algemeen geaccepteerde endosymbiontentheorie zijn mitochondria, net zoals chloroplasten bij planten, te verklaren als oorspronkelijk vrijlevende bacteriën die al in een vroeg stadium in de evolutie intracellulair gingen leven in symbiose met hun gastheer. De bacterie waarvan het mitochondrion afstamt of protomitochondrion behoort tot de orde Rickettsiales. Het mitochondrium kan gezien worden als een bacterie die is gespecialiseerd in functies voor energiehuishouding van de cel. Beide organellen, mitochondriën zowel als chloroplasten, hebben een dubbele membraan. Mitochondriën vermenigvuldigen zich door binaire deling en bezitten eigen circulair DNA (mtDNA), ribosomen, en een aantal eiwitten. In dieren en planten erven mitochondriën maternaal over (dus enkel via de eicel van de moeder). Een mitochondrium kan niet zelfstandig overleven want het is afhankelijk van eiwitten die worden geproduceerd in de celkern.

## Mitochondriaal DNA
Aangezien de mitochondriën in oorsprong bacteriën zijn, hebben ze hun eigen genen. Doordat deze voor een deel geen functie meer hadden, verloren de mitochondriën echter een groot deel van hun genen door natuurlijke selectie. Bij de mens werd de oorspronkelijke 500 genen tellende bacterie gereduceerd tot een organel met slechts 13 genen. In onze cellen bevindt zich dus buiten het eigen DNA gelegen in de celkern ook nog een beetje mitochondriaal DNA. Deze vijf tot tien ringvormige stukjes DNA worden met mtDNA aangeduid. Mitochondriën gebruiken dit mtDNA om hun eigen eiwitten te maken en zichzelf te dupliceren. Mitochondriën kunnen dus niet door de cel zelf worden opgebouwd maar staan in voor hun eigen reproductie.
Doordat de mitochondriën zich niet in de kern maar enkel in het cytoplasma van de cel bevinden, wordt het mitochondriale DNA enkel overgeërfd langs moederskant. In een bevruchte eicel zitten immers enkel mitochondriën van het cytoplasma van de moeder. De mitochondriën van de vader worden in de eicel afgebroken en zo worden de moederlijke mitochondriën onveranderd overgedragen op opeenvolgende generaties. Dit verklaart dus een vrouwelijke overervingslijn van kenmerken door een familie en dit moederspoor kan zo gebruikt worden voor onderzoek naar het verleden.

## Stamboomonderzoek bij mensen
Omdat mtDNA relatief stabiel blijft in de menselijke bevolking gedurende duizenden jaren, werd er een uitgebreid onderzoek verricht achter deze biologische afdruk. In een van de extragene zones van het mtDNA ligt een stukje waar relatief veel, in tegenstelling tot de traagheid van de evolutie, mutaties voorkomen. Dit stukje wordt gebruikt om verschillen tussen verschillende stalen mtDNA te vergelijken. Zo'n afwijking of mutatie komt gemiddeld eens per 10.000 jaar voor en wordt gebruikt om een rechtstreekse vrouwelijke lijn tot in onze tijd te trekken: hoe meer afwijkingen des te ouder het gen.
Na grondig onderzoek met stalen van tienduizenden Europeanen bleek dat deze bijna perfect uiteenvielen in zeven groepen. Dit wil zeggen dat bijna alle Europeanen afstammen van slechts zeven vrouwen: "de zeven dochters van Eva".
Onderzoeken naar deze stambomen zijn een uitstekend middel voor het reconstrueren van de geschiedenis van de mens (het ontstaan en de verspreiding van de allereerste mensen).
De resultaten ondersteunen ook de hypothese dat de mens ontstaan is in Afrika en van daaruit gemigreerd naar de rest van de wereld. Zo zijn de Afrikanen het oudste volk met de grootste genetische verscheidenheid. Volgens de studie zou Homo sapiens ongeveer 70.000 jaar geleden geëmigreerd zijn uit Afrika naar het Midden-Oosten en van daar naar Azië, Oceanië en later nog Amerika. De bevolking van Europa is daarentegen ontstaan uit een mengelmoes van verschillende migratiegolven. Daarnaast is er het multiregionaal model, dat stelt dat de moderne mens niet op één plaats is ontstaan.